# Ossian (Iowa)
Ossian – miasto w Stanach Zjednoczonych, w stanie Iowa, w hrabstwie Winneshiek. Zgodnie ze spisem statystycznym z 2000 roku, miasto liczyło 853 mieszkańców.
Urodzili tu się dyplomata papieski abp Raymond Philip Etteldorf oraz kongresmen Theodore B. Werner.